# С-25 «Беркут»
C-25 «Беркут» (за класифікацією НАТО — SA-1 Guild) — радянський стаціонарний зенітний ракетний комплекс. Комплекс був розгорнутий тільки навколо Москви, і був першим ЗРК, розробленим для стратегічної системи протиповітряної оборони у СРСР. Комплекс мав 56 стаціонарних пускових майданчиків, які були розміщені двома концентричними колами навколо Москви, кожен майданчик мав 60 пускових установок.
Комплекс був прийнятий на озброєння у пізніх 1950-х, і перебував на бойовому чергуванні до середини 1980-х. На озброєнні мав ракети з осколковою або ядерною бойовою частиною.

## Історія
Комплекс С-25 був розгорнутий у пізніх 1950-х навколо Москви. Це був перший зенітний ракетний комплекс стратегічної системи протиповітряної оборони, яку розробив СРСР.  Ракети Р-113 залишалися на бойовому чергуванні до середини 1980-х. Комплекс складався з щільного кільця з 56 пускових майданчиків, які були розміщені у два концентричних кільця. Внутрішнє кільце мало 22 майданчики і радіус у 25 морських миль від центру Москви, а зовнішнє нараховувало 34 майданчиків із радіусом у 45 морських миль. Кожен майданчик мав 60 пускових позицій, поєднаних дорожньою мережею.
Ракета В-301, яка початково була розроблена для цього комплексу, була без окремого прискорювача, і мала єдиний рідинний двигун. Тому хоча максимальна її швидкість досягала близько 2,5 Маха, низька початкова швидкість обмежувала її здатність уражати надзвукові цілі. Максимальний радіус перехоплення істотно варіювався в залежності від типу цілі і швидкості її наближення. До прикладу, проти бомбардувальника B-52, який на значній висоті наближався прямо на пускову, радіус перехоплення ракети становив близько 20 морських миль. Ракета могла бути спорядженою осколковою або ядерною бойовою частиною масою 200-315 кг, і її кругове імовірнісне відхилення оцінювалося у 20-35 м. Вважалося, що ракета була здатна здійснити перехоплення на мінімальній висоті у 900 м і до 18 км, з додатковою можливістю ураження висот у 24 км, якщо була оснащена ядерною бойовою частиною.
Система наведення Б-200 на кожному майданчику мала track-while-scan РЛС (названий «Yo-Yo» розвідкою США), який мав близько 54° розгортки у вертикальній і горизонтальній площинах. Кожен майданчик комплексу також мав систему керування вогнем, яка дозволяла супроводжувати і уражати до 20 цілей одночасно. Ця здатність, поєднана з розміщенням прилеглих майданчиків для взаємної підтримки, і внутрішнім кільцем для підстраховки, дозволяла комплексу створювати надзвичайно щільний вогонь проти цілей, які наближалися.
Через високу вартість, стаціонарність, та відсутність гнучкості, комлекс С-25 не був розміщений ніде більше в СРСР, окрім Москви.